# Юпитер (ракета)
Вижте пояснителната страница за други значения на Юпитер.
„Юпитер“ (на английски: PGM-19 Jupiter) е американска течногоривна многостепенна ракета носител, част от семейството Редстоун. Използвани са като стратегически ракети със среден радиус на действие и като носители в програмите на НАСА.

## Юпитер-С
Юпитер-С (на английски: Jupiter-С) е стратегическа балистична ракета със среден радиус на действие, произведена от Крайслер за Армията на САЩ.

### Предназначение
Разработката на тази балистична ракета стартира през 1954 г. Тя е дълбока модификация на ракетата Редстоун, която е способна да достави ядрен заряд на разстояние до 1600 км. Новата ракета е предназначена за използване в театъра на военните действия и поразяване на стратегически цели в дълбокия тил на противника на разстояние до 2400 км. Ракетата е проектирана за едновременно използване от USArmy и USN, което налага редица ограничения още при етапа на конструирането и. През ноември 1956 г. USN се отказва от съвместната програма. Течногоривните ракети са твърде опасни за експлоатация на корабите (особено на подводници) и с незадоволителна бойна готовност. По тази причина флотът се насочва към твърдогоривен еквивалент на „Юпитер-С“, който впоследствие се превръща в междуконтиненталната балистична ракета Поларис. Лишена от поддръжката на USN, Армията на САЩ губи позиции и официално предава всички ракети с радиус на действие над 320 км на USAF. През 1958 г. ракетата е приета на въоръжение. Крайслер получава поръчка за строежа на 100 ракети. Съединенията на USAF, опериращи с ракетата, достигат пълна бойна готовност през 1960 г. След края на Карибската ракетна криза „Юпитер-С“ е свалена от въоръжение по споразумение между правителствата на САЩ и СССР. Това политическо решение само ускорява края на „Юпитер-С“, тъй като още предишната година USAF издават меморандум, според който ракетата е обявена за морално остаряла и се налага подмяната ѝ с нова по-съвършена.

### Оператори
САЩ: United States Air Force
- 864-ти Стратегически ракетен ескадрон;
- 865-и Стратегически ракетен ескадрон;
- 866-и Стратегически ракетен ескадрон.

 Италия: Aeronautica Militare (ВВС на Италия)
- 36-а Стратегическа въздушна възпираща бригада

 Турция: Türk Hava Kuvvetleri (ВВС на Турция)

## Юнона-1
Юнона-1 (на английски: Juno I) е четиристепенна американска ракета носител, с помощта на която е изведен в орбита първият американски изкуствен спътник на Земята.

### Предназначение
Ракетата Юнона-1 принадлежи към семейството ракети Редстоун. Тя е модификация на ракетата „Юпитер-С“ с добавена четвърта степен. Създадена е за извеждане на ниска околоземна орбита на малки (като размер и маса) сателити. Четвъртата степен (твърдогоривна ракета Сърджънт) е неотделяема от полезния товар.

### Хронология на полетите
| Списък на стартовете на Юнона-1 | Списък на стартовете на Юнона-1 | Списък на стартовете на Юнона-1 | Списък на стартовете на Юнона-1 | Списък на стартовете на Юнона-1 | Списък на стартовете на Юнона-1 | Списък на стартовете на Юнона-1                                               |
| № на старта                     | Дата                            | Номер на ракетата               | Стартова площадка               | Полезен товар                   | Резултат                        | Забележка                                                                     |
| ------------------------------- | ------------------------------- | ------------------------------- | ------------------------------- | ------------------------------- | ------------------------------- | ----------------------------------------------------------------------------- |
| 1                               | 1 февруари 1958                 | RS-29 (UE)                      | LC-26A                          | САЩ Експлорър-1                 | Успех                           | Първи американски изкуствен спътник.                                          |
| 2                               | 5 март 1958                     | RS-26 (UV)                      | LC-26A                          | САЩ Експлорър-2                 | Провал                          | Не сработва четвърта степен.                                                  |
| 3                               | 26 март 1958                    | RS-24 (UT)                      | LC-5                            | САЩ Експлорър-3                 | Успех                           |                                                                               |
| 4                               | 26 юли 1958                     | RS-44 (TT)                      | LC-5                            | САЩ Експлорър-4                 | Успех                           |                                                                               |
| 5                               | 24 август 1958                  | RS-47 (TI)                      | LC-5                            | САЩ Експлорър-5                 | Провал                          | Сблъсък на първа степен с връхните степени.                                   |
| 6                               | 23 октомври 1958                | RS-49 (HE)                      | LC-5                            | САЩ Бийкън-1                    | Провал                          | Петстепенна модификация. Преждевременно отделяне на блока с връхните степени. |

## Юнона-2
Юнона-2 (на английски: Juno IІ) е четиристепенна американска ракета носител, развитие на Юнона-1, от която наследява връхните степени. Разликата е в първата степен, където вместо ракета Редстоун е използвана по-мощната „Юпитер“.

### Предназначение
Използвана е като ракета носител за извеждане на по-тежки сателити и като носител в програмата Мъркюри, за осъществяване на суборбитални космически полети с експериментална цел. След като става ясно, че ракетата не е достатъчно мощна, за да изведе на орбита космически кораб, участието ѝ в първата космическа програма на САЩ е прекратено.

### Хронология на полетите
| Списък на стартовете на Юнона-2 | Списък на стартовете на Юнона-2 | Списък на стартовете на Юнона-2 | Списък на стартовете на Юнона-2 | Списък на стартовете на Юнона-2 | Списък на стартовете на Юнона-2 | Списък на стартовете на Юнона-2            |
| № на старта                     | Дата                            | Номер на ракетата               | Стартова площадка               | Полезен товар                   | Резултат                        | Забележка                                  |
| ------------------------------- | ------------------------------- | ------------------------------- | ------------------------------- | ------------------------------- | ------------------------------- | ------------------------------------------ |
| 1                               | 6 декември 1958                 | AM-11                           | LC-5                            | САЩ Пионер-3                    | Частичен успех                  | Преждевременно изключване на първа степен. |
| 2                               | 3 март 1959                     | AM-14                           | LC-5                            | САЩ Пионер-4                    | Успех                           |                                            |
| 3                               | 16 юли 1959                     | AM-16                           | LC-5                            | САЩ Експлорър-6                 | Провал                          | Загуба на контрол 5 сек. след старта.      |
| 4                               | 14 август 1959                  | AM-19B                          | LC-26B                          | САЩ Бийкън-1                    | Провал                          | Преждевременно изключване на първа степен. |
| 5                               | 13 октомври 1959                | AM-19A                          | LC-5                            | САЩ Експлорър-7                 | Успех                           |                                            |
| 6                               | 23 март 1960                    | AM-19C                          | LC-26B                          | САЩ Експлорър С-46              | Провал                          | Не сработва трета степен.                  |
| 7                               | 3 ноември 1960                  | AM-19D                          | LC-26B                          | САЩ Експлорър-8                 | Успех                           |                                            |
| 8                               | 25 февруари 1961                | AM-19F                          | LC-26B                          | САЩ Експлорър-10                | Провал                          | Не сработва трета степен.                  |
| 9                               | 27 април 1961                   | AM-19E                          | LC-26B                          | САЩ Експлорър-11                | Успех                           |                                            |
| 10                              | 24 май 1961                     | AM-19G                          | LC-26B                          | САЩ Експлорър-12                | Провал                          | Не сработва втора степен.                  |